# (9836) Aarseth
(9836) Aarseth est un astéroïde de la ceinture principale, découvert le 15 octobre 1985 par Edward L. G. Bowell. Sa désignation provisoire était 1985 TU. 